# Women Men Marry
Women Men Marry (Brasil: Esposas Alegres ) é um filme norte-americano de 1931, do gênero drama, dirigido por Charles Hutchison e estrelado por Natalie Moorhead e Sally Blaine.

## Sinopse
Dolly Moulton trama para que sua amiga Rose Bradley tenha um caso com John Graham, chefe de seu marido. Rose, porém, resiste às investidas de John, enquanto seu marido, o ingênuo Steve, a princípio julga que é Dolly quem está tendo o caso... Daí, um bracelete no braço de Rose o convence do contrário. Um tiro no escuro derruba John, Rose pensa que foi Steve, Steve pensa que foi Rose, mas na verdade foi Fred, o marido de Dolly. Acontece que Dolly estava de caso com outra pessoa, um tal de Perky... John, que afinal não tinha caso com ninguém, não morre e todo mundo fica feliz para sempre (com seus maridos...).

## Elenco
| Ator/Atriz       | Personagem     |
| ---------------- | -------------- |
| Natalie Moorhead | Dolly Moulton  |
| Sally Blaine     | Rose Bradley   |
| Randolph Scott   | Steve Bradley  |
| Kenneth Harlan   | Fred Moulton   |
| Crauford Kent    | John Graham    |
| Jean Del Val     | Pierre Renault |
| Jimmy Aubrey     | Jimmy          |